# Liste der Stolpersteine in Meppen
Die Liste der Stolpersteine in Meppen gibt eine Übersicht über die vom Künstler Gunter Demnig verlegten Stolpersteine in der Stadt Meppen.
Die 10 × 10 × 10 cm großen Betonquader mit Messingtafel sind in den Bürgersteig vor jenen Häusern eingelassen, in denen die Opfer einmal zu Hause waren. Die Inschrift der Tafel gibt Auskunft über ihren Namen, ihr Alter und ihr Schicksal. Die Stolpersteine sollen dem Vergessen der Opfer der nationalsozialistischen Gewaltherrschaft entgegenwirken.
Die letzte Verlegung fand am 7. Juni 2024 statt.

## Stolpersteine in Meppen
| Adresse                                        | Person                              | Geburtsdatum  | Verlegedatum  | Stolperstein | Information |
| ---------------------------------------------- | ----------------------------------- | ------------- | ------------- | --- | ----------- |
| Am Stadion 15 ·                                | Fritz Cohen                         |               | 7. Juni 2024  | Bild gesucht Der Benutzer GeorgDerReisende ( Diskussion ) wünscht sich an dieser Stelle ein Bild vom Ort mit diesen Koordinaten 52.707455 7.296539 . Motiv: Am Stadion 15: die Stolpersteine für Fritz und Hans Cohen und Kurt Visser, die Lage und die Eingangssituation Falls du dabei helfen möchtest, erklärt die Anleitung , wie das geht. BW |             |
| Am Stadion 15 ·                                | Hans Cohen                          |               | 7. Juni 2024  | Bild gesucht Die Wikipedia wünscht sich an dieser Stelle ein Bild vom hier behandelten Ort. Falls du dabei helfen möchtest, erklärt die Anleitung , wie das geht. BW |             |
| Am Stadion 15 ·                                | Kurt Visser                         |               | 7. Juni 2024  | Bild gesucht Die Wikipedia wünscht sich an dieser Stelle ein Bild vom hier behandelten Ort. Falls du dabei helfen möchtest, erklärt die Anleitung , wie das geht. BW |             |
| Bahnhofstraße 30 ·                             | Amalie Wertheimer, geb. Visser      | 16. Nov. 1904 |               | Stolperstein Meppen Bahnhofstraße 30 für Amalie Wertheimer |             |
| Bahnhofstraße 30 ·                             | Heinz Wertheimer                    | 22. Jan. 1900 |               | Stolperstein Meppen Bahnhofstraße 30 Heinz Wertheimer |             |
| Domhof / Ecke Up’n Bült ·                      | Bertha Hamburger, geb. Cohen        | 6. Juni 1902  |               | Stolperstein Meppen Domhof-Bült Bertha Hamburger |             |
| Domhof / Ecke Up’n Bült ·                      | Lili Cohnen, geb. Cohen             | 23. Okt. 1904 |               | Stolperstein Meppen Domhof-Bült Lili Cohen |             |
| Fullener Straße 23 ·                           | Adolf Fiebelmann                    | 7. Nov. 1900  |               | Stolperstein Meppen Fullener Straße 27 Adolf Fiebelmann |             |
| Fullener Straße 23 ·                           | Isidor Fiebelmann                   | 16. März 1906 |               | Stolperstein Meppen Fullener Straße 27 Isidor Fiebelmann |             |
| Fullener Straße 23 ·                           | Johanna Fiebelmann, geb. Baumgarten | 9. Juli 1890  |               | Stolperstein Meppen Fullener Straße 27 Johanna Fiebelmann |             |
| Fullener Straße 23 ·                           | Max Fiebelmann                      | 13. Aug. 1873 |               | Stolperstein Meppen Fullener Straße 27 Max Fiebelmann |             |
| Fullener Straße 23 ·                           | Rosalie Baumgarten, geb. Spiegel    | 17. Dez. 1860 |               | Stolperstein Meppen Fullener Straße 27 Rosalie Baumgarten |             |
| Fullener Straße 23 ·                           | Sigmund Fiebelmann                  | 4. Jan. 1902  |               | Stolperstein Meppen Fullener Straße 27 Sigmund Fiebelmann |             |
| Gymnasialstraße 11 ·                           | Lina Alexander                      | 23. Mai 1898  |               | Stolperstein Meppen Gymnasialstraße 11 Lina Aleander |             |
| Gymnasialstraße 11 ·                           | Iwan Alexander                      | 15. Dez. 1894 | 22. Nov. 2016 | Stolperstein Meppen Gymnasialstraße 11 Iwan Alexander |             |
| Hasestraße 3 ·                                 | Julius Alexander                    | 11. März 1888 |               | Stolperstein Meppen Hasestraße 3 Julius Alexander |             |
| Hasestraße 3 ·                                 | Paula Alexander, geb. Meyer         | 13. Feb. 1883 |               | Stolperstein Meppen Hasestraße 3 Paula Alexander |             |
| Hüttenstraße 12 ·                              | Käthe Blum                          |               | 7. Juni 2024  | Bild gesucht Der Benutzer GeorgDerReisende ( Diskussion ) wünscht sich an dieser Stelle ein Bild vom Ort mit diesen Koordinaten 52.694629 7.298566 . Motiv: Hüttenstraße 12: der Stolperstein für Käthe Blum, die Lage und das Haus Falls du dabei helfen möchtest, erklärt die Anleitung , wie das geht. BW                                       |             |
| Kuhstraße 21 · heute Kuhstraße 4–6 ·           | Sally Cohen                         | 9. Mai 1868   |               | Stolperstein Meppen Kuhstraße 21 heute 4–6 für Sally Cohen |             |
| Lingener Straße 23 · heute Lingener Straße 8 · | Ella Alexander                      | 15. Dez. 1898 |               | Stolperstein Meppen Lingener Straße 23 heute 8 für Ella Alexander |             |
| Lingener Straße 23 · heute Lingener Straße 8 · | Max Alexander                       | 10. Nov. 1890 |               | Stolperstein Meppen Lingener Straße 23 heute 8 für Max Alexander |             |
| Markt 14 ·                                     | Herta Cohen, geb. Herz              | 23. Aug. 1910 |               | Stolperstein Meppen Markt 14 Herta Berta Cohen |             |
| Markt 14 ·                                     | Julie Cohen, geb. Goldschmidt       | 11. Juli 1874 |               | Stolperstein Meppen Markt 14 Julie Cohen |             |
| Markt 14 ·                                     | Richard Gerhard Cohen               | 7. Okt. 1932  |               | Stolperstein Meppen Markt 14 Richard Gerhard Cohen |             |
| Markt 18 ·                                     | Grete Herz, geb. Cohen              | 23. Mai 1900  |               | Stolperstein Meppen Markt 18 Grete Herz |             |
| Markt 31 ·                                     | Betty Fryda, geb. Silbermann        | 18. Juni 1898 |               | Stolperstein Meppen Markt 31 Betty Fryda |             |
| Schützenstraße 28 ·                            | Clara Cohen, geb. Rosenthal         | 19. Nov. 1886 |               | Stolperstein Meppen Schützenstraße-Hafenstraße Clara Cohen |             |
| Schützenstraße 28 ·                            | Günter Cohen                        | 31. Okt. 1922 |               | Stolperstein Meppen Schützenstraße-Hafenstraße Günter Cohen |             |
| Schützenstraße 28 ·                            | Philipp Cohen                       | 17. Juni 1913 |               | Stolperstein Meppen Schützenstraße-Hafenstraße Philipp Cohen |             |
| Schützenstraße 28 ·                            | Sigmund Cohen                       | 1. Jan. 1881  |               | Stolperstein Meppen Schützenstraße-Hafenstraße Sigmund Cohen |             |
| Schützenstraße 28 ·                            | Herta Cohen                         |               | 7. Juni 2024  | Bild gesucht Der Benutzer GeorgDerReisende ( Diskussion ) wünscht sich an dieser Stelle ein Bild vom Ort mit diesen Koordinaten 52.69755 7.29168 . Motiv: Schützenstraße 28: der Stolperstein für Herta Cohen und alle Stolpersteine zusammen Falls du dabei helfen möchtest, erklärt die Anleitung , wie das geht. BW                             |             |